# Felicia Solano
Felicia Solano de Vizuete (Guaranda, Ecuador) inicia su acción liberal cuando el general Ignacio Veintemilla se enfrenta con tropas del presidente José María Plácido Caamaño.

## Biografía
Realizó grandes sacrificios por la causa revolucionaria. Donó su fortuna y perdió a su hijo Ángel María en la causa revolucionaria. Cuando se enteró de que su hijo había  muerto en la batalla de San Miguel (6 de agosto de 1895), pronunció estas emotivas palabras: “No importa, he perdido un hijo, pero ha triunfado la Causa Liberal”. En 1896 es apresada y confinada.
En las calles de Guaranda tuvieron lugar el combate en el que poco a poco los revolucionarios ganaban terreno. Participaron de estas batallas Dolores Vela de Veintimilla, Felicia Solano de Vizuete, Leticia Montenegro de Durango, Joaquina Galarza de Larrea, mujeres quienes alentaron, entregaron municiones y armas a los revolucionarios.
Felicia Solano de Vizuete, formó parte del cuerpo de asesores de Alfaro junto a Joaquina Galarza de Larrea, ascendida al grado de coronela por su participación en los combates del 9 de abril y 6 de agosto de 1895.
Con Leticia Montenegro de Durango y Joaquina Galarza forman el trío guarandeño de revolucionarias, orgullo de su ciudad natal, que empuñaron las armas en el combate de Guaranda del 9 de abril de 1985, junto a las fuerzas liberales comandadas por el coronel Francisco Hipólito Moncayo.

## Reconocimientos
- En su honor, cuenta con una calle en el Distrito Metropolitano de Quito.